# Totalna Porażka: Plejada gwiazd
Totalna Porażka: Plejada gwiazd (ang. Total Drama: All-Stars, 2013) – kontynuacja kanadyjskiego animowanego reality show Totalna Porażka. Pierwsza część piątego sezonu, którego drugą częścią jest Totalna Porażka na wyspie Pahkitew. Następca czterech poprzednich sezonów: Wyspa Totalnej Porażki,  Plan Totalnej Porażki, Totalna Porażka w trasie i Totalna Porażka: Zemsta Wyspy.  
14 uczestników z poprzednich sezonów wraca na wyspę w Muskoka, Ontario. W przeciwieństwie do Totalnej Porażki: Zemsty Wyspy wyspa nie jest już napromieniowana radioaktywnie. Główną nagrodą jest milion dolarów. Uczestnicy są podzieleni na dwie drużyny: Bohaterskie Chomiki i Nikczemne Sępy. Na przegranego czeka Muszla Wstydu, a dowolnego uczestnika można wygnać na Wyspę Kości. Głównymi antagonistami Plejady Gwiazd są Mal (złe alter - ego Mike'a) i Alejandro.

## Uczestnicy
| Pozycja | Uczestnik | Drużyna             | Status I                                     | Status II                                                | Etap        |
| ------- | --------- | ------------------- | -------------------------------------------- | -------------------------------------------------------- | ----------- |
| 14      | Lindsay   | Bohaterskie Chomiki | Debiut Odcinek 1 "Bohaterowie kontra Dranie" | Eliminacja Odcinek 1 "Bohaterowie kontra Dranie"         | Drużyna     |
| 13      | Lightning | Nikczemne Sępy      | Debiut Odcinek 1 "Bohaterowie kontra Dranie" | Eliminacja Odcinek 2 "Zły lęk"                           | Drużyna     |
| 12      | Jo        | Nikczemne Sępy      | Debiut Odcinek 1 "Bohaterowie kontra Dranie" | Eliminacja Odcinek 3 "Chroń Prywatności (...)"           | Drużyna     |
| 11      | Sam       | Bohaterskie Chomiki | Debiut Odcinek 1 "Bohaterowie kontra Dranie" | Eliminacja Odcinek 4 "Straszne jedzenie"                 | Drużyna     |
| 10      | Heather   | Nikczemne Sępy      | Debiut Odcinek 1 "Bohaterowie kontra Dranie" | Eliminacja Odcinek 6 "Hiszpańska Opozycja bez (...)"     | Drużyna     |
| 9       | Sierra    | Bohaterskie Chomiki | Debiut Odcinek 1 "Bohaterowie kontra Dranie" | Eliminacja Odcinek 7 "Frajerskie uderzenia"              | Drużyna     |
| 8       | Duncan    | Bohaterskie Chomiki | Debiut Odcinek 1 "Bohaterowie kontra Dranie" | Dyskwalifikacja Odcinek 8 "Wasze regaty, obiektem (...)" | Bez Drużyny |
| 7       | Cameron   | Nikczemne Sępy      | Debiut Odcinek 1 "Bohaterowie kontra Dranie" | Rezygnacja Odcinek 9 "Będziecie poszukiwać Zeek'a"       | Bez Drużyny |
| 6       | Alejandro | Nikczemne Sępy      | Debiut Odcinek 1 "Bohaterowie kontra Dranie" | Eliminacja Odcinek 10 "Trafiony, zatopiony i zabity"     | Bez Drużyny |
| 5       | Courtney  | Nikczemne Sępy      | Debiut Odcinek 1 "Bohaterowie kontra Dranie" | Eliminacja Odcinek 11 "Lody błotnistych Lodziarzy"       | Bez Drużyny |
| 4       | Gwen      | Nikczemne Sępy      | Debiut Odcinek 1 "Bohaterowie kontra Dranie" | Dyskwalifikacja Odcinek 12 "Odważne poszukiwanie łupów"  | Bez Drużyny |
| 3       | Scott     | Nikczemne Sępy      | Debiut Odcinek 1 "Bohaterowie kontra Dranie" | Eliminacja Odcinek 12 "Odważne poszukiwanie łupów"       | Bez Drużyny |
| 2       | Zoey      | Bohaterskie Chomiki | Debiut Odcinek 1 "Bohaterowie kontra Dranie" | Finalista Odcinek 13 "Zrujnowany finał"                  | Bez Drużyny |
| 1       | Mike      | Bohaterskie Chomiki | Debiut Odcinek 1 "Bohaterowie kontra Dranie" | Wygrana Odcinek 13 "Zrujnowany finał"                    | Bez Drużyny |

## Tabela eliminacji
| Pozycja | Uczestnik   | Drużyna                | Odcinki | Odcinki | Odcinki | Odcinki | Odcinki | Odcinki | Odcinki | Odcinki | Odcinki | Odcinki | Odcinki | Odcinki | Odcinki   |
| Pozycja | Uczestnik   | Drużyna                | 1       | 2       | 3       | 4       | 5       | 6       | 7       | 8       | 9       | 10      | 11      | 12      | 13        |
| ------- | ----------- | ---------------------- | ------- | ------- | ------- | ------- | ------- | ------- | ------- | ------- | ------- | ------- | ------- | ------- | --------- |
| 1       | ♂ Mike      | Bohaterskie Chomiki    | PT      | WIN     | WIN     | PT      | PT      | ADV     | PT      | IN      | IN      | LOW     | IN      | LOW     | Zwycięzca |
| 2       | ♀ Zoey      | Bohaterskie Chomiki    | PT      | WIN     | WIN     | PT      | PT      | WIN     | PT      | IN      | IN      | WIN     | WIN     | WIN     | Przegrany |
| 3       | ♂ Scott     | Nikczemne Sępy         | WIN     | PT      | PT      | ADV     | ADV     | PT      | WIN     | IN      | IN      | IN      | LOW     | ELM     |           |
| 4       | ♀ Gwen      | Nikczemne Sępy         | WIN     | PT      | PT      | WIN     | WIN     | PT      | WIN     | IN      | WIN     | ADV     | IN      | RM      |           |
| 5       | ♀ Courtney  | Nikczemne Sępy Sw      | LOW     | WIN     | WIN     | WIN     | WIN     | PT      | WIN     | IN      | IN      | IN      | OUT     |         |           |
| 6       | ♂ Alejandro | Nikczemne Sępy         | WIN     | PT      | PT      | WIN     | WIN     | LOW     | ADV     | WIN     | LOW     | OUT     |         |         |           |
| 7       | ♂ Cameron   | Nikczemne Sępy Sw      | PT      | WIN     | ADV     | PT      | LOW     | PT      | WIN     | LOW     | INJ     |         |         |         |           |
| 8       | ♂ Duncan    | Bohaterskie Chomiki Sw | WIN     | PT      | PT      | PT      | PT      | WIN     | PT      | RM      |         |         |         |         |           |
| 9       | ♀ Sierra    | Bohaterskie Chomiki    | PT      | WIN     | WIN     | LOW     | PT      | WIN     | OPP     |         |         |         |         |         |           |
| 10      | ♀ Heather   | Nikczemne Sępy         | WIN     | PT      | LOW     | WIN     | WIN     | OUT     |         |         |         |         |         |         |           |
| 11      | ♂ Sam       | Bohaterskie Chomiki    | PT      | ADV     | WIN     | OUT     |         |         |         |         |         |         |         |         |           |
| 12      | ♀ Jo        | Nikczemne Sępy         | WIN     | LOW     | OUT     |         |         |         |         |         |         |         |         |         |           |
| 13      | ♂ Lightning | Nikczemne Sępy         | ADV     | OUT     |         |         |         |         |         |         |         |         |         |         |           |
| 14      | ♀ Lindsay   | Bohaterskie Chomiki    | OUT     |         |         |         |         |         |         |         |         |         |         |         |           |

### Klucz
| Sekcja     | Skrót     | Wyjaśnienie                                   |
| ---------- | --------- | --------------------------------------------- |
| Zwycięzcy  | Zwycięzca | Zajął pierwsze miejsce                        |
| Zwycięzcy  | Przegrany | Zajął drugie miejsce                          |
| Płci       | Imię      | Chłopak                                       |
| Płci       | Imię      | Dziewczyna                                    |
| Wyzwania   | WIN       | Był w wygranej drużynie                       |
| Wyzwania   | WIN       | Wygrał wyzwanie po rozłączeniu drużyn         |
| Statusy    | PT        | Został w grze mimo bycia w przegranym team'ie |
| Statusy    | IN        | Został w grze po przegranej w wyzwaniu        |
| Statusy    | LOW       | Zagrożony, czyli ostatni dostał piankę        |
| Eliminacje | OUT       | Przegłosowany                                 |
| Eliminacje | ELM       | Wyeliminowany z powodu przegranej konkurencji |
| Eliminacje | OPP       | Przegłosowany przez przeciwną drużynę         |
| Eliminacje | RM        | Zdyskwalifikowany z gry                       |
| Eliminacje | INJ       | Wycofał się z gry z powodów zdrowotnych       |

## Odcinki
| Sezon | Liczba odcinków | Kraj              | Pierwsza emisja  | Ostatnia emisja |
| ----- | --------------- | ----------------- | ---------------- | --------------- |
| 5.1   | 13 (1–13)       | Stany Zjednoczone | 10 września 2013 | 3 grudnia 2013  |
| 5.1   | 13 (1–13)       | Kanada            | 9 stycznia 2014  | 27 marca 2014   |
| 5.1   | 13 (1–13)       | Polska            | 21 kwietnia 2014 | 7 maja 2014     |

## Spis odcinków
| Premiera odcinka | Premiera odcinka | N/o | Tytuł polski                                   | Tytuł angielski                     |
| ---------------- | ---------------- | --- | ---------------------------------------------- | ----------------------------------- |
|                  |                  |     |                                                |                                     |
| SEZON 5.1        |                  |     |                                                |                                     |
|                  |                  |     |                                                |                                     |
| 09.01.2014       | 21.04.2014       | 01  | Bohaterowie kontra Dranie                      | Heroes vs. Villians                 |
|                  |                  |     |                                                |                                     |
| 09.01.2014       | 22.04.2014       | 02  | "Zły lęk"                                      | Evil Dread                          |
|                  |                  |     |                                                |                                     |
| 16.01.2014       | 23.04.2014       | 03  | "Chroń Prywatności Pijawko-Ballem"             | Saving Private Leechball            |
|                  |                  |     |                                                |                                     |
| 23.01.2014       | 24.04.2014       | 04  | "Straszne jedzenie"                            | Food Fright                         |
|                  |                  |     |                                                |                                     |
| 30.01.2014       | 25.04.2014       | 05  | "Księżycowy obłęd"                             | Moon Madness                        |
|                  |                  |     |                                                |                                     |
| 06.02.2014       | 28.04.2014       | 06  | "Hiszpańska Opozycja bez Jajecznych Ekspertów" | No Eggspects The Spanish Opposition |
|                  |                  |     |                                                |                                     |
| 13.02.2014       | 29.04.2014       | 07  | "Frajerskie uderzenia''                        | Suckers Punched                     |
|                  |                  |     |                                                |                                     |
| 20.02.2014       | 30.04.2014       | 08  | ''Wasze regaty, obiektem moich żartów''        | You Regatta Be Kiding Me            |
|                  |                  |     |                                                |                                     |
| 27.02.2014       | 01.05.2014       | 09  | ''Będziecie poszukiwać Zeeka''                 | Zeek and Ye Shall Find              |
|                  |                  |     |                                                |                                     |
| 06.03.2014       | 02.05.2014       | 10  | "Trafiony, zatopiony i zabity"                 | The Obsta-kill Kourse               |
|                  |                  |     |                                                |                                     |
| 13.03.2014       | 05.05.2014       | 11  | "Lody błotnistych Lodziarzy"                   | Sundae Muddy Sundae                 |
|                  |                  |     |                                                |                                     |
| 20.03.2014       | 06.05.2014       | 12  | "Odważne poszukiwanie łupów"                   | The Bold and the Booty-ful          |
|                  |                  |     |                                                |                                     |
| 27.03.2014       | 07.05.2014       | 13  | "Zrujnowany finał"                             | The Final Wreck-ening               |
|                  |                  |     |                                                |                                     |